# 三相 (仏教)
三相（さんそう、巴: tilakkhaṇa、梵: trilakṣaṇa）とは、主に上座部仏教で用いられる概念であり、全ての存在および物事は、無常、 苦、 無我であるという仏教の根本思想を表す。三相は『ダンマパダ』の277,278,279節などに記載されている。
1. 無常（anicca アニッチャ）- 諸行無常
2. 苦（dukkha ドゥッカ）- 一切皆苦, 一切行苦
3. 無我（anatta アナッタ） - 諸法無我, 諸法非我

人間は三相について妄想を抱いており、この妄想によって人は苦しむ（無明）。この妄想を除去することで苦しみを終えることができ、清浄への（visuddhiyā）道である。これが四諦と八正道で語られる仏教の核心部である。
ゴータマ・ブッダの教説において、縁起という現象の根源的な3つの性質を表現したもの。上座部仏教のヴィパッサナー瞑想では、この三相を繰り返し観ずる（経験する）ことがその本質的な内容となっている。